# Monolistra pavani
Monolistra pavani är en kräftdjursart som beskrevs av Arcangeli1942. Monolistra pavani ingår i släktet Monolistra och familjen klotkräftor. Inga underarter finns listade i Catalogue of Life.